# Maoulida Darouèche
Maoulida Darouèche (Iconi, 7 febbraio 1990) è un ex ostacolista comoriano, specializzato nei 400 metri ostacoli.

## Biografia
Nato sull'isola di Grande Comore, Darouèche trasferitosi in Francia ha iniziato a gareggiare nei campionati nazionali nelle corse ad ostacoli a partire dal 2008. Ha esordito internazionalmente ai Giochi olimpici di Londra 2012, parte della delegazione di Comore di soli tre atleti che ha guidato come portabandiera nel corso della cerimonia di chiusura dei Giochi. In seguito ha preso parte a due edizioni dei Mondiali e ai Giochi della Francofonia, fino a ripresentarsi quattro anni più tardi alle Olimpiadi di Rio de Janeiro 2016, senza andare oltre le batterie.

## Record nazionali
- 400 m hs: 51"79 ( Aubagne, 7 luglio 2013)

## Palmarès
| Anno | Manifestazione           | Sede           | Evento   | Risultato | Prestazione | Note |
| ---- | ------------------------ | -------------- | -------- | --------- | ----------- | ---- |
| 2012 | Giochi olimpici          | Londra         | 400 m hs | Batteria  | 53"49       |      |
| 2013 | Mondiali                 | Mosca          | 400 m hs | Batteria  | 53"28       |      |
| 2013 | Giochi della Francofonia | Nizza          | 400 m hs | Batteria  | 53"75       |      |
| 2014 | Campionati africani      | Marrakech      | 400 m hs | Batteria  | dq          |      |
| 2015 | Mondiali                 | Pechino        | 400 m hs | Batteria  | 53"06       |      |
| 2016 | Giochi olimpici          | Rio de Janeiro | 400 m hs | Batteria  | 52"32       |      |